# Chrysler PT Cruiser
O PT Cruiser é um modelo "sui generis" elaborado pela Chrysler, em estilo "retrô", tão arrojado que acabou criando confusões para categorizá-lo nos EUA. Apesar de ter sido lançado em 2000 como um utilitário, graças às confusas definições do governo norte americano, hoje é considerado como um hatchback. No Brasil, assumiu a categoria de sedan, apesar de apresentar modelos de três e cinco portas, aproximando-o de um veículo hatchback.
Sob a tutela do grupo DaimlerChrysler, detentora de marcas como Mercedes-Benz, Chrysler, Dodge e Jeep, teve seu design elaborado pelo renomado estilista norte americano Bryan Nesbitt, homenageando os carros das décadas de 1930 e 1940 - em especial o o Plymouth Coupê e o Plymouth Sedan 1937. Nesbitt uniu características dos antigos carros clássicos com a imponência e modernidade típica dos atuais veículos americanos. É, na verdade, a reencarnação dos autênticos veículos estilo Hot Rod.
O acrônimo PT tem dois significados: Plymouth Truck, indicação clara do modelo homenageado e Personal Transport ou Personal Transportation (Transporte Pessoal em tradução literal), porém, originalmente o modelo deveria ter se chamado Plymouth Cruiser.

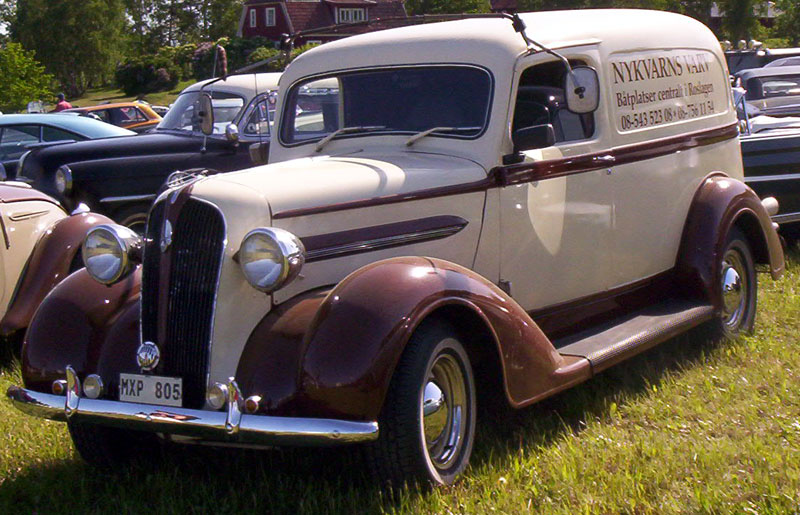
Plymouth PT50 1937

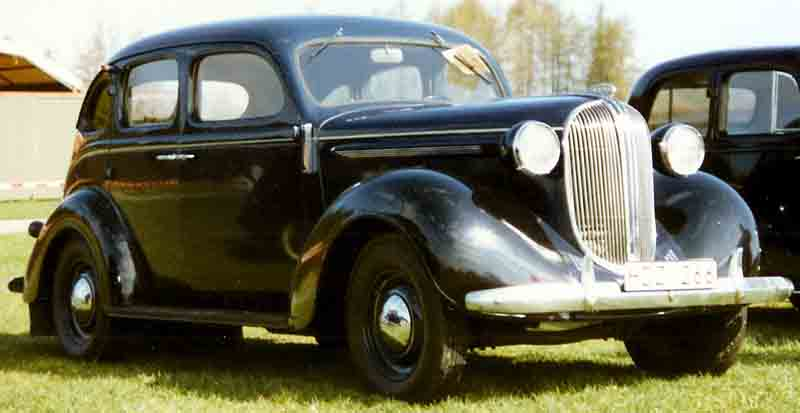
Plymouth 4-Door Sedan Touring 1938

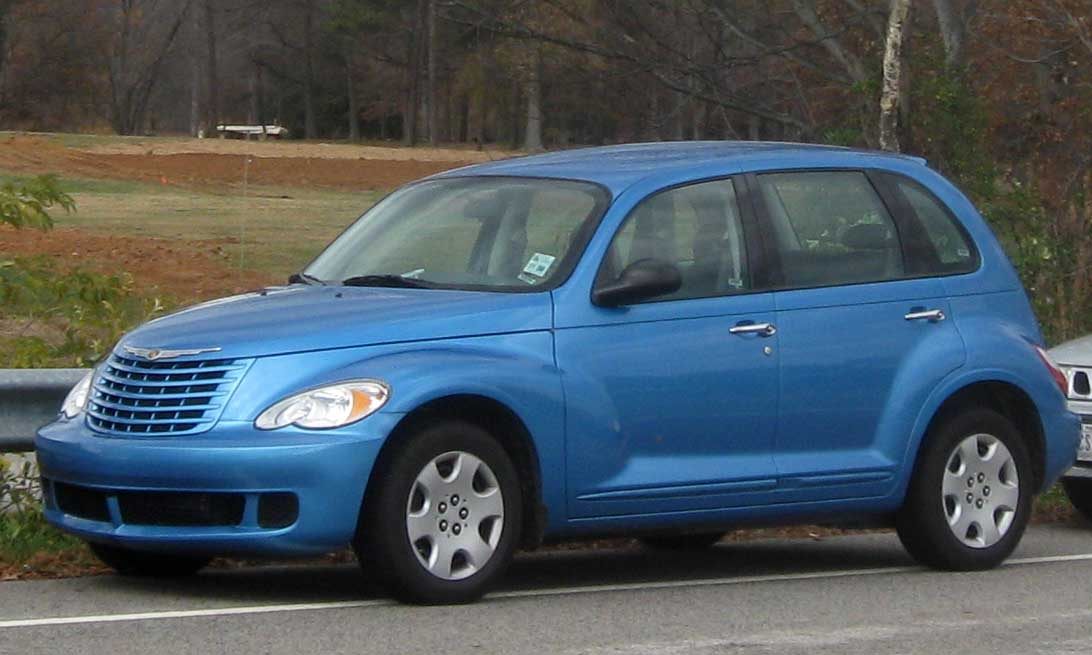

Considerado um veículo extremamente confortável, porém tem o consumo um tanto elevado para os padrões brasileiros. Contava com alguns acessórios de fábrica, como bancos de posicionamento eletrônicos, freios ABS, airbags, controle de estabilidade e estofamento em couro aquecido. O modelo teve muitas versões durante sua produção, incluindo a conversível de 2 portas, que vendeu expressivamente nos EUA, com mais de 1.500.000 unidades vendidas. No Brasil, apenas 7.600 unidades emplacadas nessa versão. 

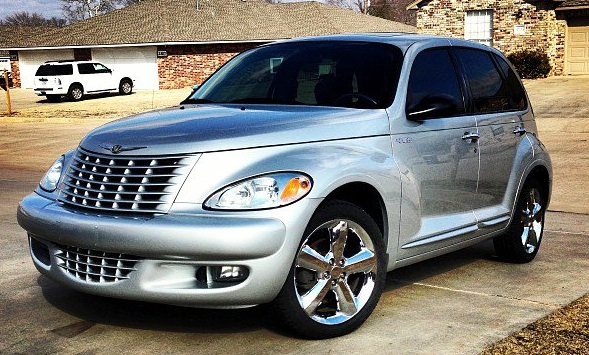
Chrysler PT Cruiser GT - Linhas clássicas com design imponente e arrojado.

Considerado um carro de design retrô, com seu ar clássico sem rival no mercado brasileiro. É o único exemplar no país que se assemelha a carros clássicos e as luxuosas limousines norte americanas, com alta demanda para eventos e colecionadores, que o torna alvo para pessoas com gosto e valorização específicos.